# Can Font (la Cellera de Ter)
Can Font és una botiga de la Cellera de Ter (Selva) inclosa a l'Inventari del Patrimoni Arquitectònic de Catalunya.

## Descripció
Es tracta d'un gran edifici que consta de planta baixa i tres pisos superiors, situat entre mitgeres i cobert amb una teulada a dues aigües de vessants a laterals amb un ràfec format per quatre fileres de rajola. La composició del ràfec és la següent: primer una filera de rajola plana, llavors una filera de rajola acabada en punta de diamant, complementada per una altra filera de rajola plana i finalment una filera de rajola ondulada imitant la teula. Està ubicat al costat dret de la Plaça de l'Església.
La planta baixa destaca per albergar tres grans obertures quadrangulars, emmarcades amb pedra, de les quals la central serveix d'escenari per a la fleca i una quarta que permet l'accés als pisos.
El primer i segon pis han estat resolts amb el mateix plantejament formal, és a dir: cinc obertures rectangulars per pis, amb muntants de pedra i projectades com a balconades i cadascuna amb la seva respectiva barana de ferro forjat.
El tercer pis està condicionat per la coberta a dues aigües i es projecta en la façana en format de quatre finestres dobles.
A mode d'apunt cal destacar la creu de ferro forjat, ubicada en el primer pis. Aquesta servia per marcar el punt on antigament es feia parada durant la celebració del Via Crucis. Es tracta d'un element recurrent no només en la Cellera de Ter, sinó també especialment en el Barri antic d'Anglès en immobles com ara l'arcada de Can Verdaguer o a Can Tino.